# Мускульний двигун
- 1 — кінна молотарка;

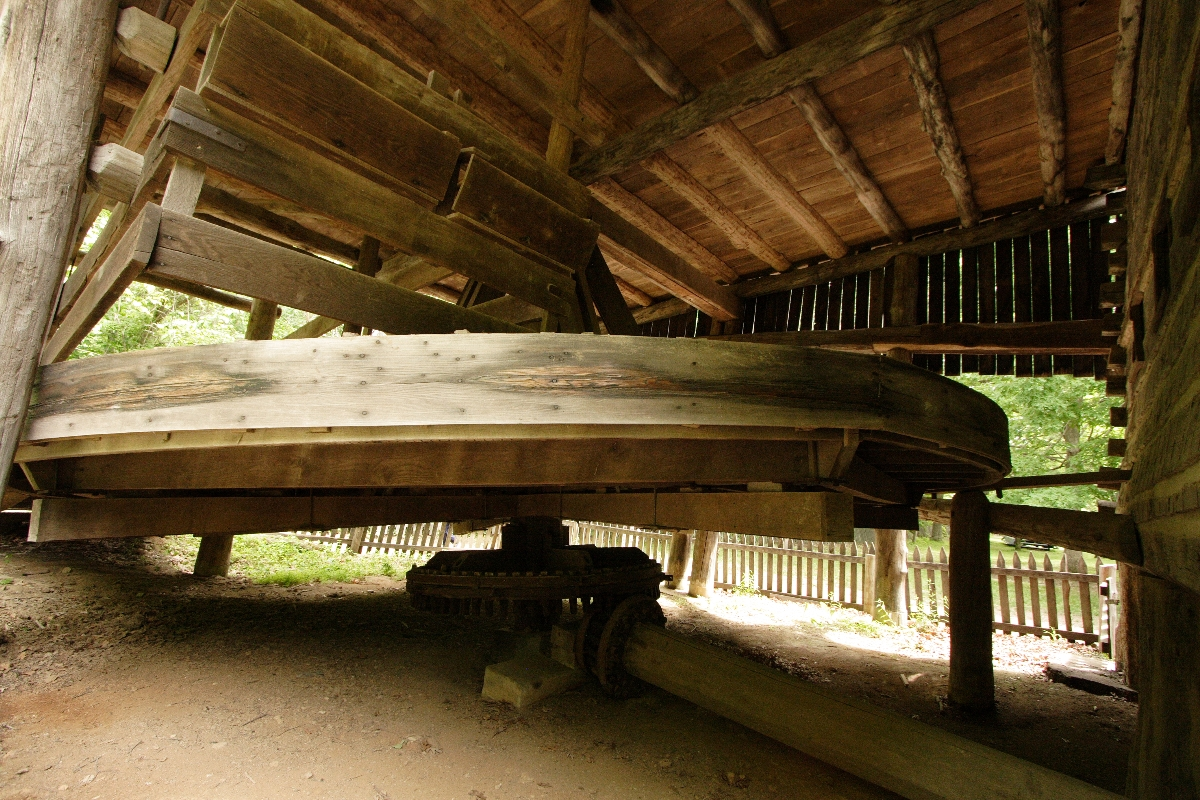
Шестерне колесо з волячим приводом (воли залишалися на одному місці, ходячи по обертовому диску-платформі)

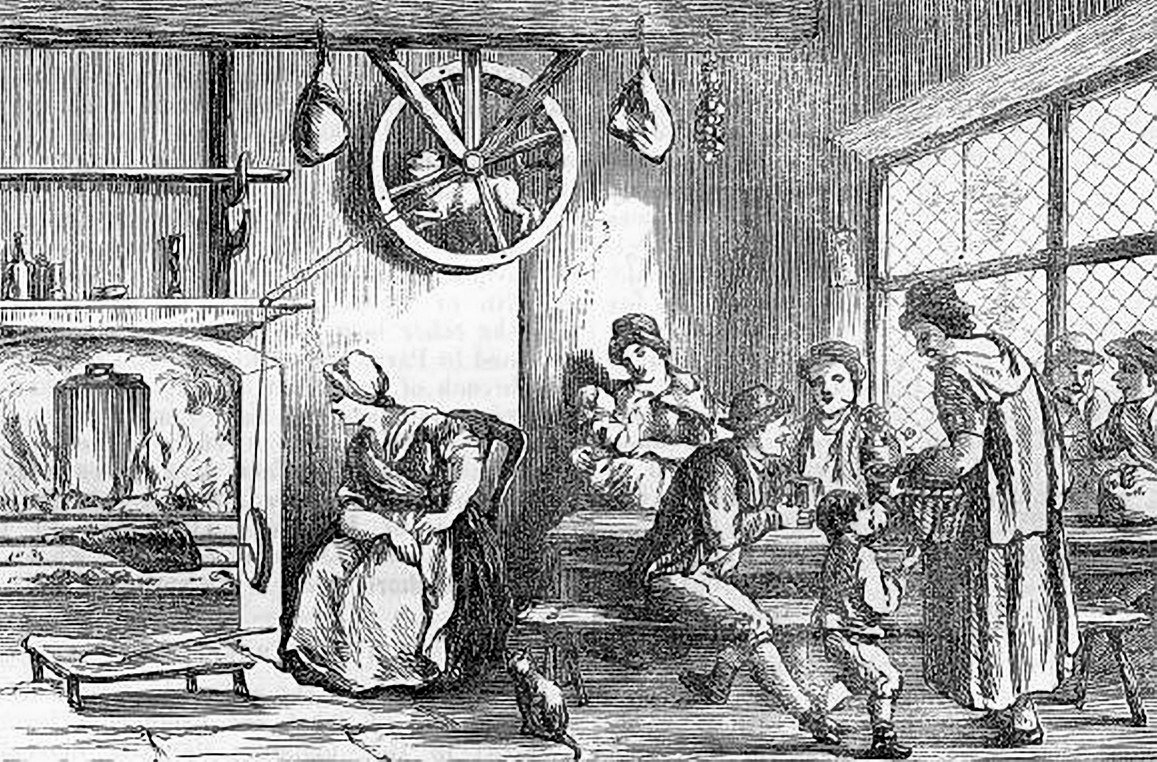
Ілюстрація з книги Генрі Вігстеда «Нотатки про поїздку в Північний і Південний Уельс в 1797 році». 1800

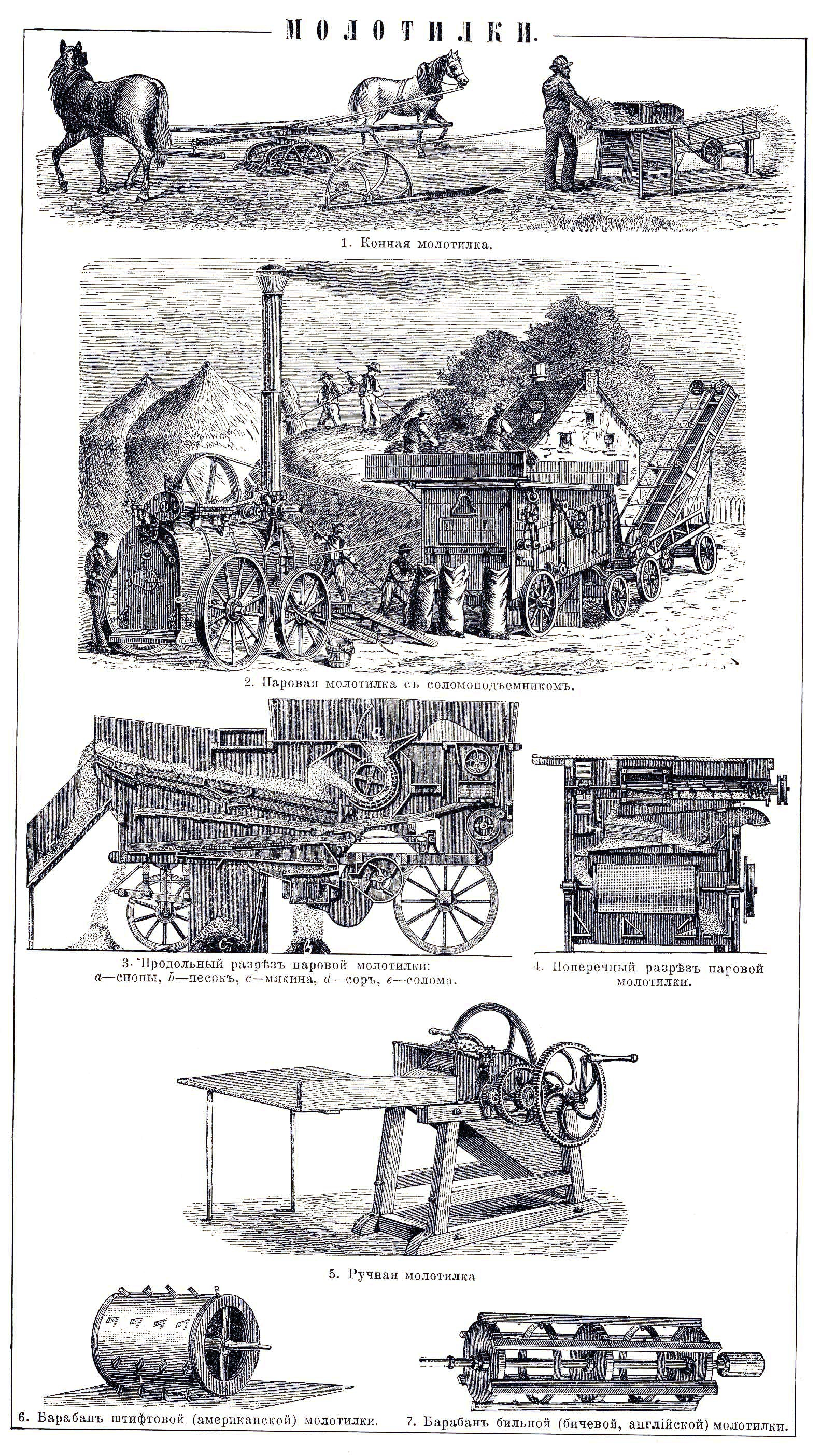
Молотилки:
- 1 — кінна молотарка;

Мускульний двигун (привід) — машина, яка приводиться в рух мускульною силою тварин. Пристрій, що використовує тягове зусилля тварин (коней або волів) для пересування стаціонарних сільськогосподарських машин, таких як кормозбиральний комбайн, або молотарка, або для відкачування води. Таким чином використовувалися коні, віслюки, воли, собаки і люди. Така техніка використовувалася до 20-х років XX-го століття. Навіть у наш час деякі релігійні групи (меноніти) не використовують сучасну техніку і тому іноді використовують мускульну силу для приведення в дію нескладної техніки. У більш широкому сенсі — техніка, що приводиться в дію м'язовою силою (велосипед, веломобіль, мускулоліт, гребне судно та ін.)

## Див. також

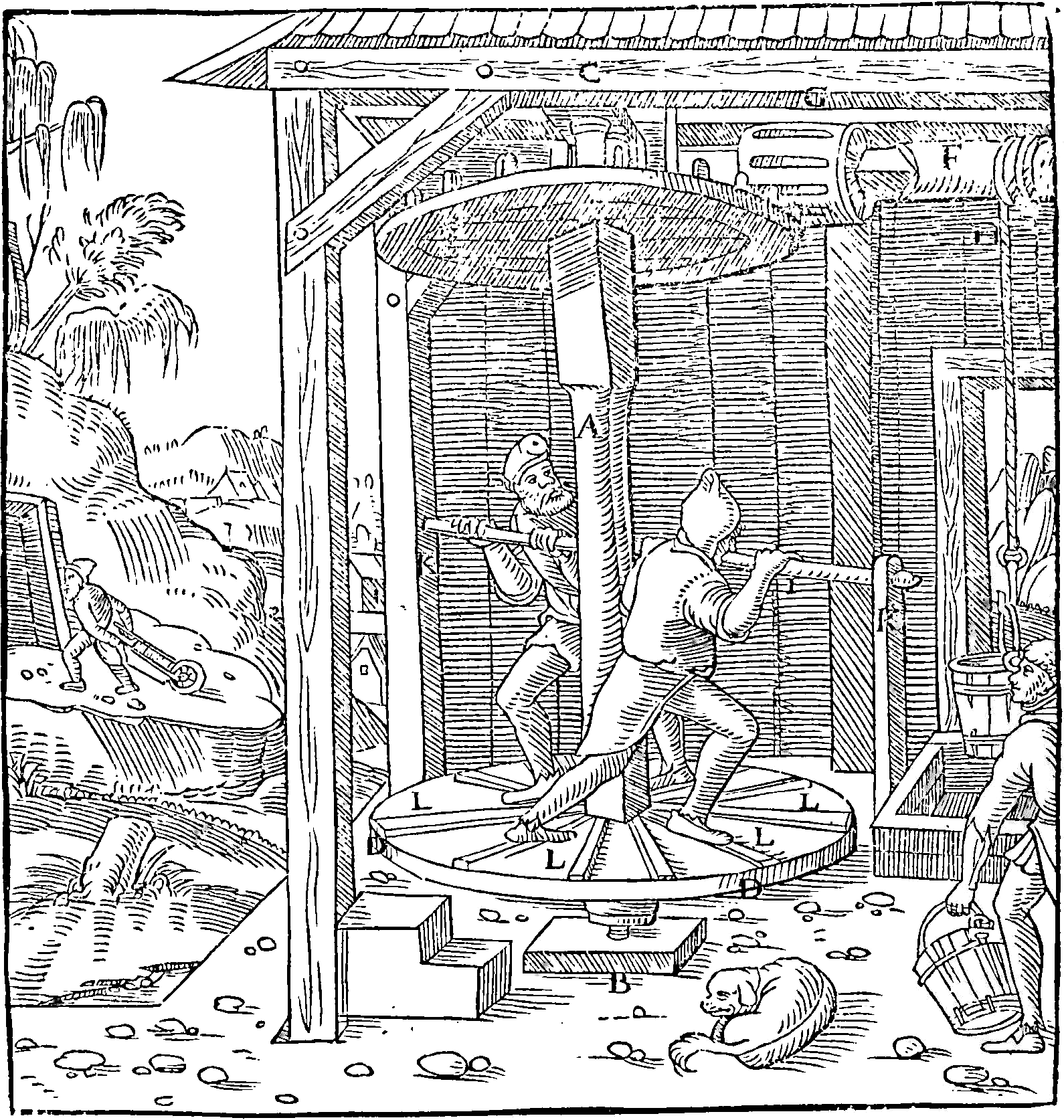
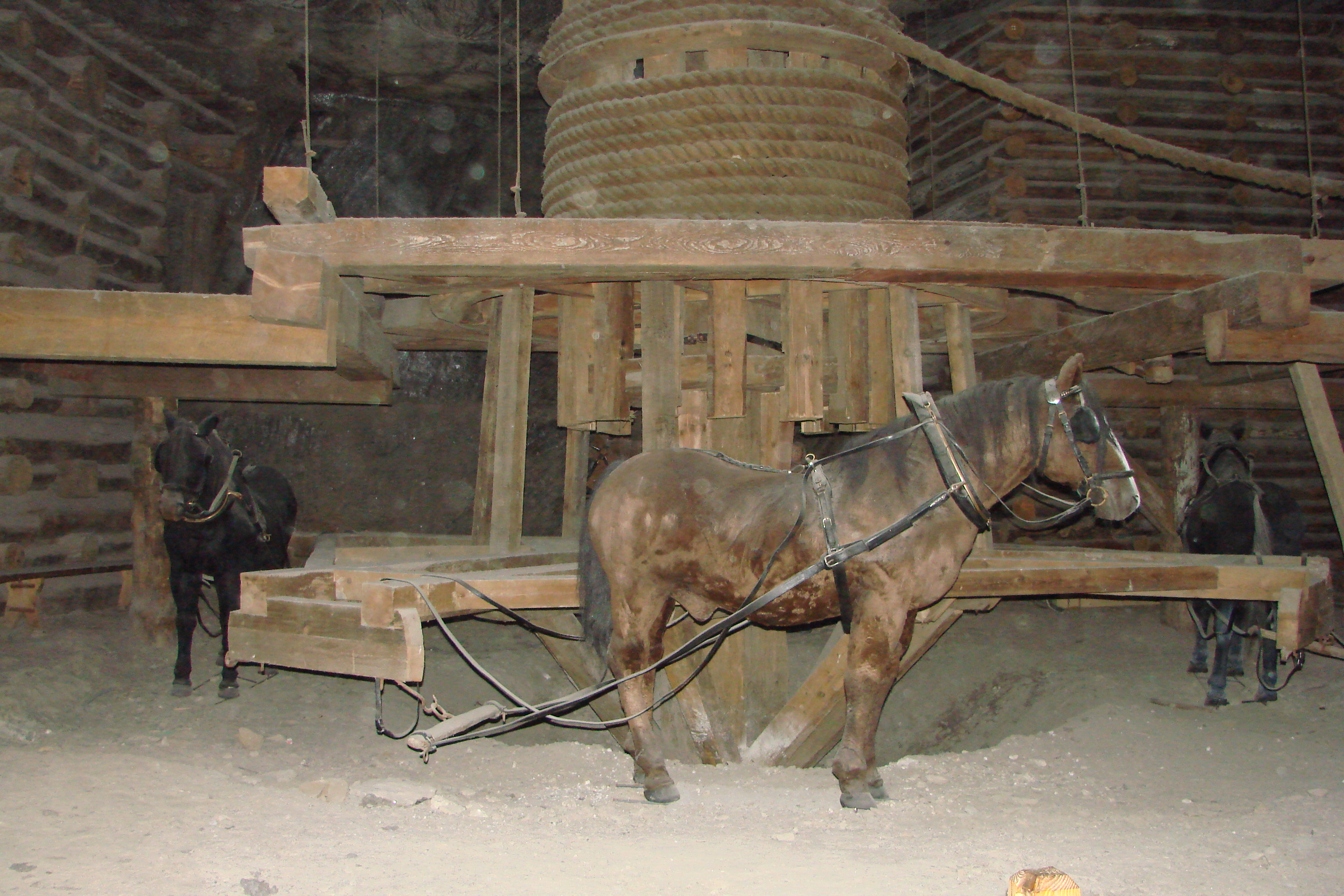
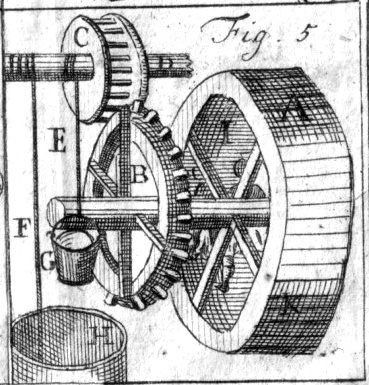
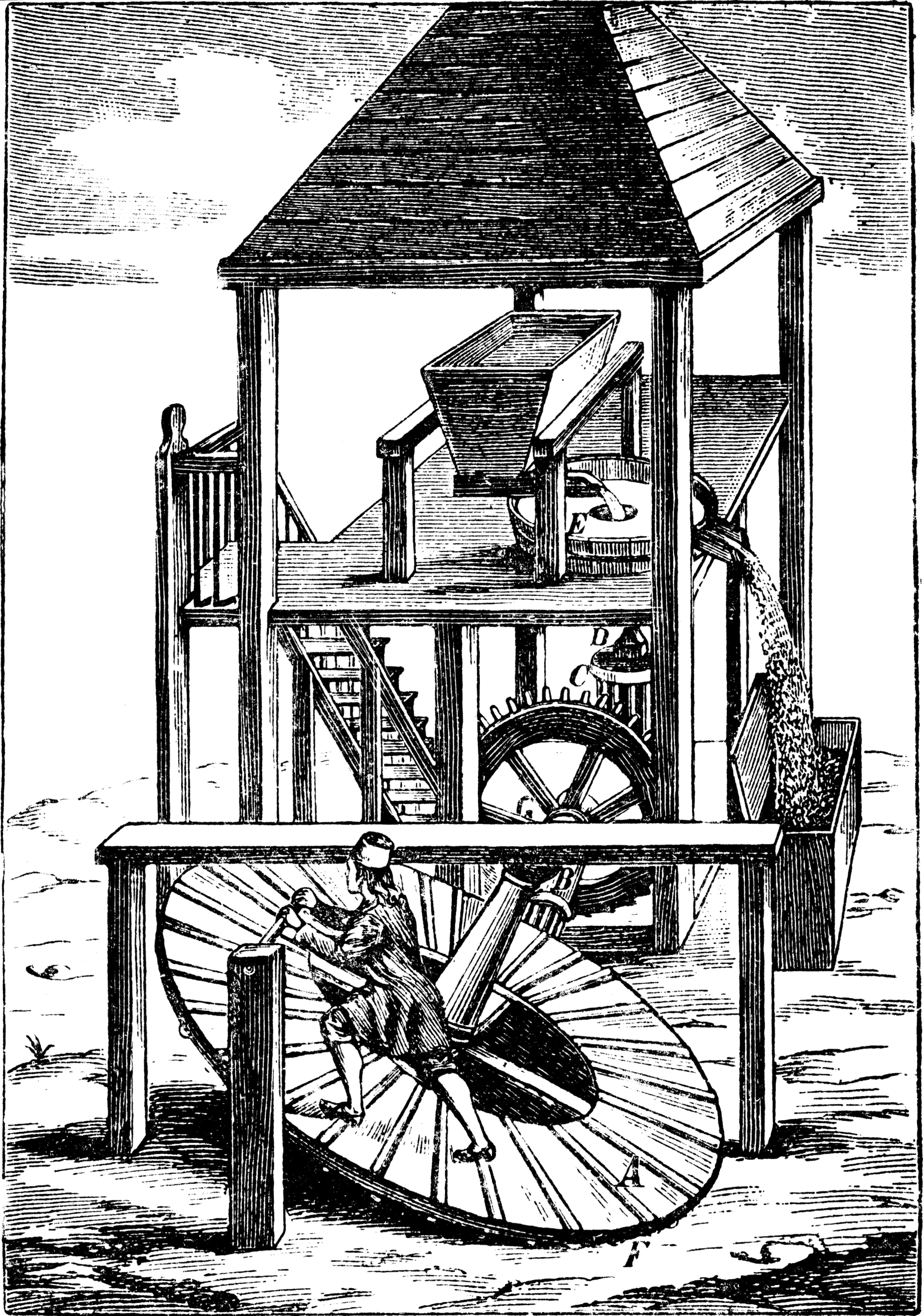
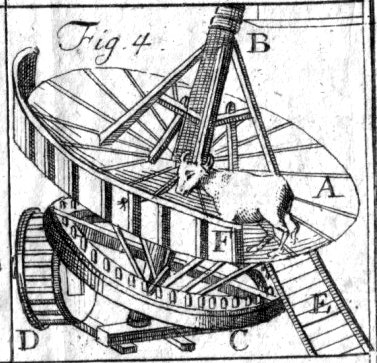
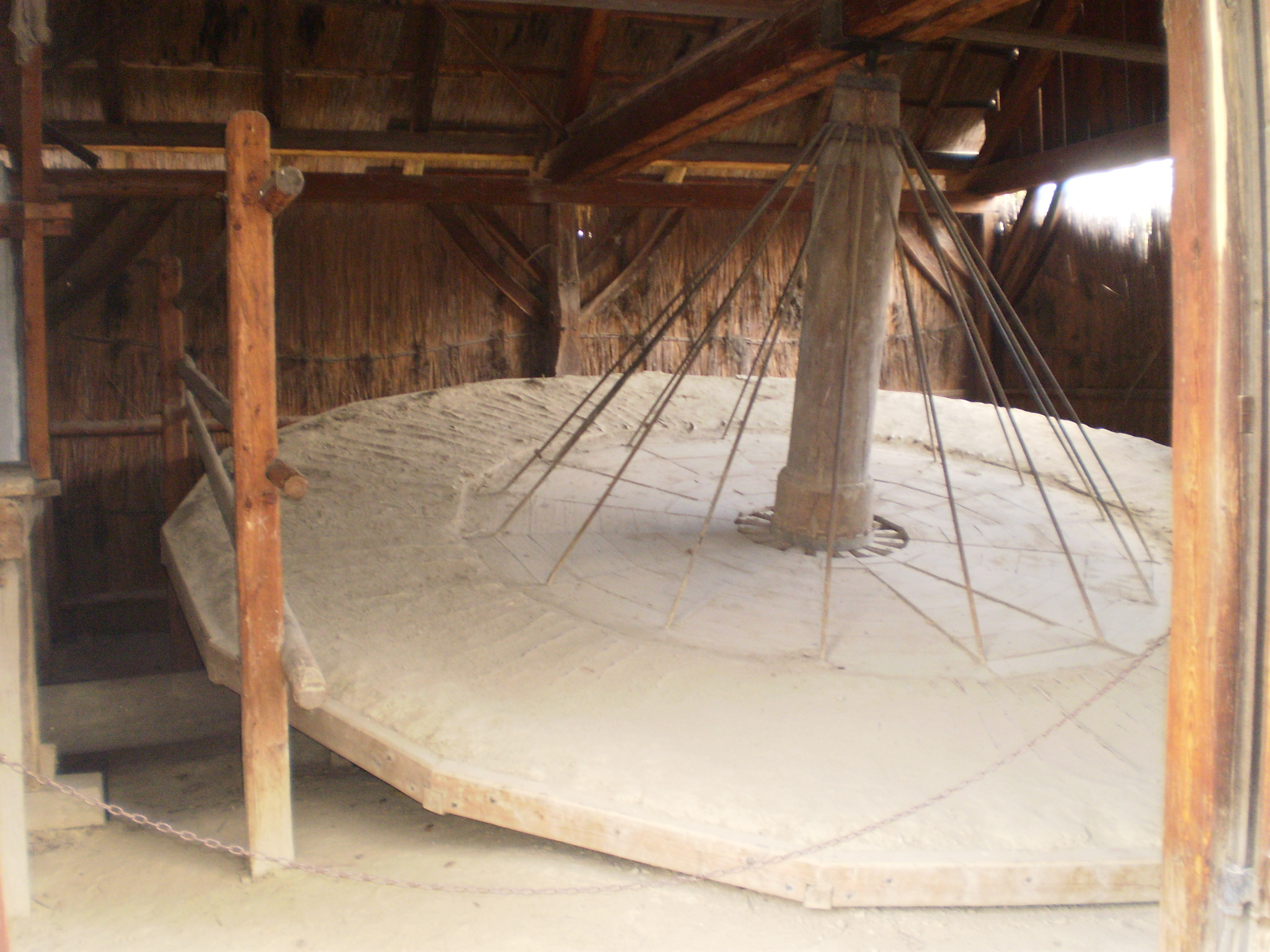